# Manderfeld

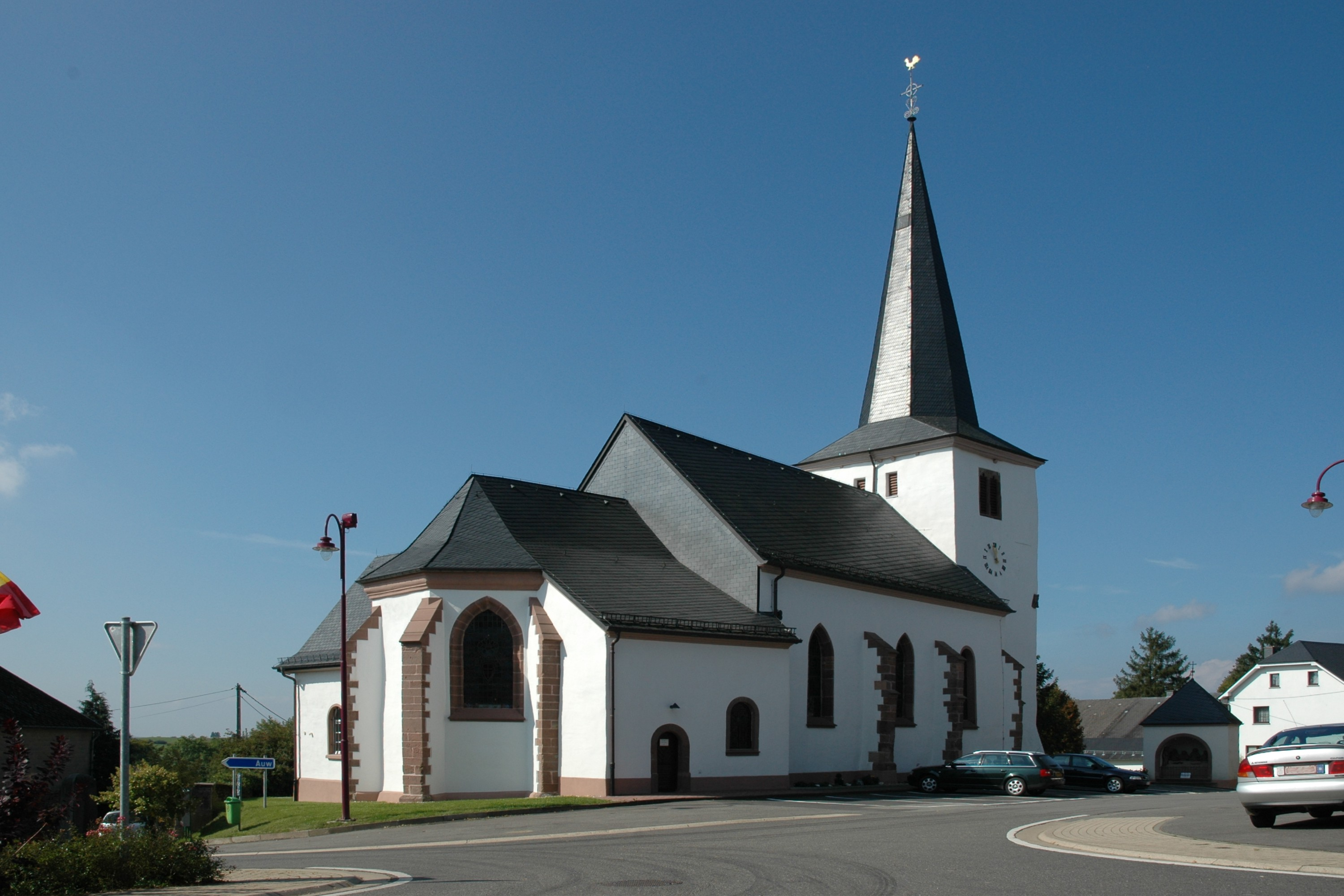
Kirche in Manderfeld

Manderfeld ist ein Ort in Belgien mit knapp 500 Einwohnern. Der Ort gehört seit dem 1. Januar 1977 zur Großgemeinde Büllingen und liegt in deren Südosten an der Grenze zu Deutschland.
Im Zentrum des Dorfes steht die St.-Lambertus-Pfarrkirche aus dem 14. Jahrhundert. Neben der Kirche befindet sich ein Kreuzweg aus dem Jahr 1765.

## Geographie
Manderfeld liegt auf 540 bis 670 m O.P. in der Eifel an der Our, die im alten Gemeindegebiet entspringt, und ist Teil des Naturparks Hohes-Venn-Eifel.
Zur früheren Gemeinde Manderfeld gehörten die Dörfer und Weiler Afst, Allmuthen, Berterath, Buchholz, Hasenvenn, Hergersberg, Holzheim, Hüllscheid, Igelmonder Hof, Igelmondermühle, Kehr, Krewinkel, Lanzerath, Losheimergraben, Merlscheid und Weckerath. Heute wird die Region auch als Manderfelder Land oder Treeschland (Trierer Land, zum Bistum Trier gehörig) bezeichnet.

## Geschichte
Schon in seiner ersten urkundlichen Erwähnung erscheint Manderfeld als Königshof: 854 unterzeichnet Kaiser Lothar I. in „Manderfelt pal(acio) r(egio)“ eine Schenkung für das Kloster Prüm (RI I. Nr. 1165). 888 gehört „Manderuelt“ zu den vielen Orten, deren Besitz König Arnulf dem Marienstift in Aachen bestätigt (MGH DArn Nr. 031). 1076 überträgt König Heinrich IV. dem Aachener Marienstift auch die Vogtei über „Mandrevelt“, was er 1098 noch einmal bekräftigt (RI III. 807 + 1422).